# Atakapa
Atakapa (Attacapa) /od hatak = 'man'  + apa = 'eats' ; odnosno kanibal,/ pleme Indijanaca porodice Attacapan kojoj su i dali svoje ime. Naseljavali su priobalni kraj Louisiane i Teksasa od Vermillion Bayoua do Trinity Baya. Podaci o Atakapama dolaze nam iz druge ili treće ruke iz osamnaestog ili devetnaestog stoljeća. Zna se da su to bili ljudi niskog rasta, čvrsti i tamnije puti. Odjeća im se sastojala od pregača i bizonovog ogrtača. Društveno su organizirani po labavim bandama koje su lutale s mjesta na mjesto, usput se baveći lovom, sakupljanjem i ribolovom. Veliku važnost imao je aligator od kojega su dobivali meso, kožu i ulje koje je služilo za tjeranje dosadnih insekata. Kultura Atakapa nestala je ranih 1800-ih godina. Ostala plemena porodice Attacapan, a s time njima i srodni bili su Akokisa, Bidai, Patiri i Deadose.

## Ime
U Mobile i Choctaw jeziku njihovo ime znači "man eater", zbog običaja što su oni i neki zapadni im susjedi prakticirali konzumirati meso svojih neprijatelja. Sami sebe nazivali su Yuk'hiti ishak.

## Populacija
Pleme Atakapa 1650. godine, prema Mooneyu, imalo je 2000 duša, od toga 1,500 u Louisiani i 500 u Teksasu, isti brojevi vrijede i za 1700. godinu. Kasnije žive samo u Louisiani i broj im opada 900 (1747.) po španjolskim izvorima; 150 (1800) i svega 9 (1908.) prema Swantonu.

## Povijest
Pleme u kontakt s bijelcima dolazi 1528. kada su spasili od gladi brodolomce Cabeza de Vaca, naučivši ih preživljavanju u divljini. Ovi su njih nazivali imenom Han. Atakape kasnije postaju saveznici sa Španjolcima i 1779. španjolskom guverneru Galvezu pomažu u ratnoj ekspediciji protiv britanskih utvrda na rijeci Mississippi u kojoj je učestvovalo 60 ratnika iz bande s Vermillion Bayou-a i 120 ratnika iz bande Mermentou. U kasnijim vremenima 18. stoljeća mnogi Atakape prodaju francuskim kreolima dijelove svoje zemlje. Posljednje naselje u kojemu su još živjeli pripadnici najistočnije bande Mermentou i govorili istočnim dijalektom, održalo se do 1836. Banda Calcasieu isto u Louisiani očuvala se do 1908. na Indian Lake, odnosno jezeru Prien. Dr. Gatchet, iz ovih je posljednjih Atakapa-sela u siječnju 1885. sačinio svoj lingvistički materijal jezika atakapa. Posljednji puta Atakape su viđeni 1907. i 1908. godine a služili su se još uvijek svojim jezikom.

## Vanjske poveznice
- Atakapa Indians